# メーカーズ
株式会社メーカーズ（MAKERS Co., Ltd.）は、福岡県福岡市西区に本社を置く自動車販売会社で、メーカーズグループ株式会社の子会社である。

## 概要
1991年にメーカーズプロジェクトを創業、翌1992年に株式会社メーカーズに組織変更する。低価格中古車販売からスタートし、1998年よりロータリーエンジン専門店「セブンパワーズ」を展開。福岡県、広島県においてRX-7累計販売台数1000台を達成した。

### 業態の変遷
ショップの特徴は、エンジンオーバーホールからCPUセッティングなどロータリーエンジン搭載車のスペシャリストとして、販売からメンテナンス・チューニングまでワンストップで成し遂げる点にある。自社製O/Hを搭載したレーシングマシンRX-7をスーパー耐久シリーズにて全国を転戦させ、その耐久性などを立証している。エンジンO/Hなどは各ディーラーへの納入実績も多く、旧型10Aエンジンなども手がけた。また広島市交通科学館などにも納入実績がある。
その後、排ガス規制によるロータリーエンジン搭載車の生産停止やスポーツカー離れなど時流変化もあり、2008年に広島店撤退、2012年に福岡店撤退（現、ケイカフェおおのじょう店）にてロータリーエンジン専門店事業から完全撤退した。
2005年より軽自動車販売事業に参入し、現在は、新車・未使用車・中古車を販売・整備で福岡県内に9店舗を展開する。
カフェを併設する軽自動車専門店「ケイカフェ」、高級輸入車の「メーカーズプレミアム」、車検専門店の「I♡車検」、保険代理店「ケイカフェほけんIFA」、レンタカー事業「シェレンタ福岡」、車体整備事業「BP集中センター」などを主に行っている。
同業他社からの視察受入数は延べ500社を超え、全国の同業者から注目が高い取り組みを実践している。

## 沿革
- 1991年 - メーカーズプロジェクト創業
- 1992年 - 株式会社メーカーズに組織変更
- 1998年 - 九州初のロータリーエンジン専門店「セブンパワーズ」（現「ケイカフェおおのじょう店」）をオープン
- 2002年 - アフターマーケット事業に参入
- 2003年 - スーパー耐久レースへ本格参入[要出典]
- 2005年 - 軽未使用車ビジネスへ参入
- 2006年 - スーパー耐久シリーズ第6戦・岡山国際サーキットにて初のクラス優勝[要出典]
- 2007年 - 軽未使用車専門店「ケイカフェちくしの店」グランドオープン
- 2008年 - レンタカー事業開始
- 2011年 - 「ケイカフェしんぐう店」オープン
- 2013年 - 「ケイカフェくるめ店」オープン
- 2015年 - 「ケイカフェやはた店」オープン
- 2016年 - 「ケイカフェこくらみなみ店」オープン
- 2017年 - メーカーズグループ株式会社設立、ホールディングス体制へ移行[要出典]
  - IT事業会社、株式会社リーディットシステム設立
  - 「ケイカフェいいづか店」オープン
  - 「メーカーズプレミアム福岡」オープン
- 2018年 - 「ケイカフェふくおかにし店」オープン、本社を福岡市西区に移転
- 2019年 - スズキ株式会社より軽四輪車販売部門「全国最優秀賞」受賞[要出典]
  - 企業主導型保育事業「ふくしげ保育園」開園[要出典]
- 2020年 - サブスクリプションサービス、シェレンタ福岡を開始[要出典]

## 店舗
すべて福岡県内に所在。
- ケイカフェちくしの店 - 筑紫野市永岡711-1
- ケイカフェしんぐう店 - 糟屋郡新宮町大字原上1730-2
- ケイカフェくるめ店 - 久留米市荒木町白口105-1
- ケイカフェおおのじょう店 - 大野城市御笠川2-10-12
- ケイカフェやはた店 - 北九州市八幡西区則松2-11-26
- ケイカフェこくらみなみ店 - 北九州市小倉南区上曽根5-4-10
- ケイカフェいいづか店 - 飯塚市弁分65-5
- ケイカフェふくおかにし店 - 福岡市西区石丸4-5-53
- ケイカフェとす店 - 佐賀県鳥栖市曽根崎町1413-5

## 工場
- BP集中センター飯塚
- BP集中センター福岡南

## 関連会社
- メーカーズグループ株式会社[2]
- 株式会社リーディットシステム[3]
- MAKERS CEYLON MOBILITY (PVT) LTD.[要出典]